# Вадим Болохан
Вадим Болохан (рум. Vadim Bolohan; нар. 15 серпня 1986, Синжерея, Молдавська РСР) — молдовський футболіст, захисник національної збірної Молдови.

## Клубна кар'єра
Народився в маленькому містечку поряд з Синжереєю. Його батько грав в футбол в Німеччині, саме він привів його в футбол. У дванадцять років вступив у кишинівський спорт-інтернат. Навчався там чотири роки, і в сімнадцять років вже грав в чемпіонаті Молдови за команду «Агро» (Кишинів). Команда виступала у вищій лізі чемпіонату Молдавії, але незабаром припинила своє існування. Потім грав півтора року за калінінградську «Балтику». Повернувшись до Молдови грав у «Ністру» (Атаки) та кишинівську «Дачію». Коли завершився контракт з «Дачією» агент запропонував йому пограти в Україні.
Влітку 2008 року поїхав на перегляд в луганську «Зорю», яка проводила збори в Сімферополі, після перегляду залишився в команді. У чемпіонаті України дебютував 23 серпня 2008 року в матчі «Чорноморець» - «Зоря» (1:3). У липні 2009 року перейшов до ужгородське «Закарпаття». У новій команді дебютував 17 липня 2009 року в матчі «Іллічівець» - «Закарпаття» (1:0).
26 лютого 2012 року стало відомо, що футболіст підписав трирічний контракт з клубом «Карпати». Отримавши травму так і не зміг заграти в основі провівши всього 5 матчів за клуб. У грудні 2012 року гравцеві було надано статус вільного агента. З квітня 2013 року і до завершення сезону 2012/13 років грав за молдавський «Рапід» з (Гідігіч).

## Кар'єра в збірній
Виступав за молодіжну збірну Молдови до 21 року. Був капітаном «молодіжки». З приходом у 2010 році румунського фахівця Гаврила Балінта на посаду головного тренера збірної Молдови Болохан регулярно викликається в збірну. Протягом 2010 року за збірну зіграв 5 матчів (в тому числі 1 товариський).

## Досягнення
- Володар Кубка Молдови (3):

«Ністру»: 2004/05
«Мілсамі»: 2011/12, 2017/18
- Володар Суперкубка Молдови (1):

«Мілсамі»: 2019